# Аллар Рая
Аллар Рая (ест. Allar Raja, нар. 22 червня 1983, Сінді, Естонія) — естонський веслувальник, бронзовий призер Олімпійських ігор 2016 року, чотириразовий чемпіон Європи.

## Виступи на Олімпіадах
| Олімпіада           | Дисципліна     | Місце |
| ------------------- | -------------- | ----- |
| Пекін 2008          | парна четвірка | 9     |
| Лондон 2012         | парна четвірка | 4     |
| Ріо-де-Жанейро 2016 | парна четвірка | 3     |
| Токіо 2020          | парна четвірка | 6     |
| Париж 2024          | парна четвірка | 7     |

## Зовнішні посилання
- Аллар Рая — олімпійська статистика на сайті Sports-Reference.com (англ.) (архівна версія)
- Профіль [Архівовано 11 січня 2021 у Wayback Machine.] на сайті FISA.